# Westside Boogie
Anthony Tremaine Dixson (Compton, 30 de agosto de 1989), conocido profesionalmente como Westside Boogie, es un cantante estadounidense de hip-hop. Es conocido por traer experiencias de la vida real a su música. Su mixtape debut, Thirst 48, fue lanzado el 24 de junio de 2014, seguido de su siguiente mixtape, The Reach, que fue lanzado un año después. En 2016, lanzó su tercer mixtape Thirst 48, Pt. II y firmó con Shady Records e Interscope Records en 2017. Su álbum debut de estudio, Everythings for Sale, se lanzó el 25 de enero de 2019. Su segundo álbum More Black Superheroes fue lanzado el 17 de junio de 2022.

## Primeros años de vida
Anthony Tremaine Dixson nació el 30 de agosto de 1989 en Compton, California, fue miembro del coro de la iglesia. Su hijo Darius nació el 24 de junio de 2009 y fue el catalizador para que él se tomara la música más en serio. En 2010 se inscribió en cursos de grabación en Long Beach City College, utilizando financiamiento para comprar equipos de grabación. También es padre soltero de su hijo, trabaja en trabajos de medio tiempo y, finalmente, el rap se convirtió en su carrera de tiempo completo.

## Carrera musical

### 2014–2016:Thirst 48,The ReachyThirst 48, Pt. Yo
Su gusto por la música comenzó cuando se unió al coro First Evergreen Missionary Baptist Church en octavo grado bajo la dirección de su madre.  Mientras era integrante del coro, conoció el gangbanging y lentamente comenzó a hacer la transición del evangelio al rap. El 24 de junio de 2013 lanzó su mixtape debut Thirst 48, que relata su vida y sus luchas. Un año más tarde, su debut fue seguido por su exitoso mixtape The Reach, lanzado el 24 de junio. Firmó un contrato con Interscope Records en el 2015.
En 2015  lanzó su primer sencillo, "Oh My", fue  producido por Jahlil Beats . En 2016 lanzó Thirst 48, Pt. II a través de Interscope Records, una continuación de su mixtape debut de 2014 que también trata temas nuevos como la confianza de los millennials en las redes sociales.

### 2017-presente:Todo está a la venta
En 2017 Boogie firmó con Shady Records . Apareció en los premios digitales BET Hip-Hop Awards Detroit Cypher del 2017 e hizo una aparición detrás de Eminem en su estilo libre en solitario. Su primer lanzamiento de Shady Records fue "Violence", una colaboración con Masego, en diciembre de 2017. El lanzamiento fue seguido por dos canciones más en 2018: "Self Destruction" en mayo y "Deja Vu" en agosto. Ha ganado elogios de Rihanna, Eminem y Kendrick Lamar .
Actualmente, Boogie es repreentado por Love Renaissance (LVRN). Abrió para 6lack junto a Tierra Whack en la gira mundial de 6lack. El álbum debut de Boogie, Everythings for Sale, fue lanzado el 25 de enero con sencillos melódicos como "Rainy Days", "Silent Ride" y "Self Destruction". El álbum incluye apariciones especiales de Eminem, 6lack y JID, entre otros.

## Discografía

### Álbumes de estudio
| Título                 | Detalles del álbum                                                                                                  | Posiciones pico en el gráfico | Posiciones pico en el gráfico | Posiciones pico en el gráfico |
| Título                 | Detalles del álbum                                                                                                  | A NOSOTROS </br>              | A NOSOTROS </br> R&B/HH </br> | PODER </br>                   |
| ---------------------- | --- | ----------------------------- | ----------------------------- | ----------------------------- |
| Todo en Venta          | - Lanzamiento: 25 de enero de 2019 - Discográfica: Shady, Interscope - Formato: CD, LP, descarga digital, streaming | 28                            | 18                            | 61                            |
| MÁS SUPERHÉROES NEGROS | - Lanzamiento: 17 de junio de 2022 - Disquera: Shady, Interscope - Formato: CD, LP, descarga digital, streaming     | —                             | —                             | —                             |

### mixtapes
| Título            | Detalles del álbum                                               |
| ----------------- | ---------------------------------------------------------------- |
| Sed 48            | - Lanzamiento: 24 de junio de 2014 - Formato: Descarga digital   |
| El alcance        | - Lanzamiento: 24 de junio de 2015 - Formato: Descarga digital   |
| Sed 48, pinta. yo | - Lanzamiento: 14 de octubre de 2016 - Formato: Descarga digital |

### Individual
| Título                                | Año | Álbum                  |
| ------------------------------------- | --- | ---------------------- |
| "Raps amargos"                        | 2014 | sed 48                 |
| "Oh mi"                               | 2015 | El alcance             |
| "De ninguna manera"                   | 2016 | Sed 48, pinta. Yo      |
| "Necesidades de negros"               | 2016 | Sed 48, pinta. Yo      |
| "techo corredizo"                     | 2017 | Sed 48, pinta. Yo      |
| "Violencia"                           | 2017 |                        |
| "Subió"                               | 2017 |                        |
| "Deja Vu"                             | 2018 |                        |
| "Autodestrucción"                     | 2018 | Todo en Venta          |
| "Paseo silencioso"                    | 2019 | Todo en Venta          |
| "Afuera" <br /> (con Joey Bada$$ )    | rowspan="" style="background-color: var(--background-color-success-subtle, #cccccc); color:inherit;; text-align:center; vertical-align:middle;" \| |                        |
| "tropezar" <br /> (con Malz Monday)   | 2021 \| rowspan="3"rowspan="" style="background-color:#Non-álbum singles;color:black; text-align:center; vertical-align:middle;" \|                |                        |
| "Flotar" <br /> (con Mamii)           | 2021 \| rowspan="3"rowspan="" style="background-color:#Non-álbum singles;color:black; text-align:center; vertical-align:middle;" \|                |                        |
| "Lujo" <br /> (con xBValentine)       | 2021 \| rowspan="3"rowspan="" style="background-color:#Non-álbum singles;color:black; text-align:center; vertical-align:middle;" \|                |                        |
| "Bien" <br /> (con Shelley FKA DRAM ) | 2022 | Más superhéroes negros |
| "Atascado"                            | 2022 | Más superhéroes negros |

### Apariciones de invitados
| Título                   | Año  | Otro(s) artista(s) | Álbum                         |
| ------------------------ | ---- | --- | ----------------------------- |
| "Ciudad de Dios"         | 2016 | Porque | nada personal                 |
| "Acordonado"             | 2016 | The Game, Problema | Calles de Compton             |
| "Hoy"                    | 2016 | Denzel Curry, Reino de Allan \| rowspan="2" rowspan="" style="background-color: var(--background-color-success-subtle, #cccccc); color:inherit;; text-align:center; vertical-align:middle;" \| |                               |
| "Monstruo 2.0"           | 2016 | bancos jacob |                               |
| "California (remezcla)"  | 2017 | niia | yo                            |
| "4 el registro"          | 2017 | Compañero | Magnolia                      |
| "Mal Azz"                | 2017 | DJ Quik, Problema, Dom Kennedy, Bad Lucc | rosacrans                     |
| "Mudo"                   | 2018 | Royce de 5'9" | libro de ryan                 |
| "Yo estaba en el bloque" | 2019 | YG, Valee | 4reales 4reales               |
| "Cliché"                 | 2019 | Wale, Ari Lennox | Guau. . eso es loco           |
| "Bellín"                 | 2020 | rowspan="3" rowspan="" style="background-color: var(--background-color-success-subtle, #cccccc); color:inherit;; text-align:center; vertical-align:middle;" \|                                 |                               |
| "Atrapado en"            | 2020 | Razón, Ab-Soul |                               |
| "Hierba de rapero"       | 2020 | Señor |                               |
| "Jinetes sin pelo"       | 2020 | Guapadad 4000 | El regreso del halcón platino |
| "Pensamientos"           | 2020 | Cassper Nyovest | AMN (cualquier minuto ahora)  |
| "Cue el sol"             | 2020 | rowspan="" style="background-color: var(--background-color-success-subtle, #cccccc); color:inherit;; text-align:center; vertical-align:middle;" \|                                             |                               |
| "En caja"                | 2020 | Sanvil | 2020 fue secuestrado          |
| "Reina sobre mí"         | 2021 | rowspan="" style="background-color: var(--background-color-success-subtle, #cccccc); color:inherit;; text-align:center; vertical-align:middle;" \|                                             |                               |
| "Hilo dental"            | 2021 | Laúd | Mouf de oro                   |